# The Harvard Crimson
The Harvard Crimson est un journal étudiant de l'université Harvard aux États-Unis. Son nom fait référence à la couleur symbolique de l'université, à savoir le cramoisi (crimson en anglais). Fondé en 1873, il est aujourd'hui le seul quotidien de la ville de Cambridge. De nombreux étudiants ayant participé au quotidien sont devenus journalistes et certains ont remporté le prix Pulitzer, comme George Weller (en). Franklin Delano Roosevelt, président des États-Unis, participa dans sa jeunesse au Crimson.